# تشارلز سنكلير
تشارلز سنكلير (بالإنجليزية: Charles Sinclair)‏ هو رائد أعمال بريطاني، ولد في 4 أبريل 1948.